# Monte Titano
Monte Titano et det højeste bjerg i San Marino, og en del af bjergkæden Appenninerne. Toppen af bjerget rager 749 meter over havet, og ligger lige øst for hovedstaden San Marino. Bjerget har tre toppe, kendt som "San Marinos tre tårne". Ifølge legenden grundlagde St. Marinus San Marino som en landsby ved bjerget. I 2008 blev bjerget skrevet ind på UNESCOs liste over verdensarven.

## Galleri
- Guaita
- Cesta
- Montale

43°55′42″N 12°27′08″Ø / 43.92833°N 12.45222°Ø